# Милица Станковић (глумица)
Милица Станковић (12. октобар 2008, Бања Лука) српска  је глумица, позната по улози у филму Олуја.

## Биографија
Милица је похађала ОШ „Бранко Радичевић” у Бањалуци. Почиње да се бави глумом 2020. године у драмском студију „Јазавац” у истом граду, уз ментора Сенада Милановић. Након припрема, наступа у градском позоришту "Јазавац". Бавила се активностима на води 5 година, а 2022. године била је првакиња БиХ у такмичењу у кајаку.
Потом је прошла кастинг за Олују, филм о прогону Срба из Хрватске, те то постаје њен дебитантски филм. За улогу Сање у поменутом филму 2023. године добија своју прву глумачку награду „Прва звездица” у Београду на Дечјем глумачком фестивалу.  Убрзо је уследио Миличин други пројекат, филм Златни рез 42, где ће се на филмском платну наћи у главној улози  и уз свог брата Немању Станковића.

## Филмографија
- Олуја (2023)
- Златни рез 42 (2024)